# Střední škola Degrassi
Střední škola Degrassi (v anglickém originále Degrassi: The Next Generation; od desáté řady přejmenováno na Degrassi) je kanadský dramatický seriál, který se odehrává na střední škole Degrassi, kterou v roce 1979 vytvořili Linda Schuyler a Kit Hood. Degrassi je již čtvrtým fiktivním seriálem ze školy Degrassi: The Kids of Degrassi Street, Degrassi Junior High a Degrassi High.
Jako jeho předchůdci i Degrassi: The Next Generation následuje studenty Degrassi střední v různých životných zkouškách jako sex, těhotenství, drogové závislosti, sebe-poškozování, domácí násilí a smrt.
Seriál vytvořili Linda Schyler a Yan Moore a je produkován Epitome Pictures v asociaci s Bell Media. 14. října 2001 si odbyl premiéru na stanici CTV, během deváté série v roce 2010 se seriál přesunul na stanici MuchMusic. V průběhu třinácté série se seriál přesunul MTV Kanada, kde poslední, čtrnáctá řada, skončila 2. srpna 2015. Seriál v ČR v roce 2017 vysílala televize TUTY a Megamax.

## Obsazení

### Hlavní role
Pro novou generaci studentů prošlo castingy přes šest stovek dospívajících středoškolského věku. Producenti chtěli aby, na rozdíl od seriálu jako Dawsonův svět nebo Buffy, přemožitelka upírů, kde hráli puberťáky starší herci, v seriálu hráli právě mladí herci středoškolského věku.
Jedenáct dětí získalo hlavní role v první sérii. Sarah Barrable-Tishauer zobrazovala osamělou Liberty Van Zandt. Daniel Clark hrál zlobivého hocha Seana Camerona. Lauren Collins si zahrála hlavní roztleskávačku Paige Michalchuk. Ryan Cooley získal roli třídního klauna Jamese „J. T.“ Yorkeho. Jake Goldsbie byl obsazen do role nejlepšího kamaráda Jamese Tobiase Isaacsa, počítačového geeka. Aubrey Graham získala roli basketbalové hvězdy Jimmy Brooks, která pocházela z velmi bohaté rodiny. Shane Kippel si zahrál Gavina "Spinnera" Masona. Miriam McDonals si zahrála Emmmu Nelson, dívku zapálenou do životního prostředí. Cassie Steele si zahrála kamarádku Emmy Manuelu „Manny“ Santos. Melissa McIntyre získala roli perfektní dívky Ashlye Kerwin a Christina Schmidt si zahrála nejistou Terri McGreggor.

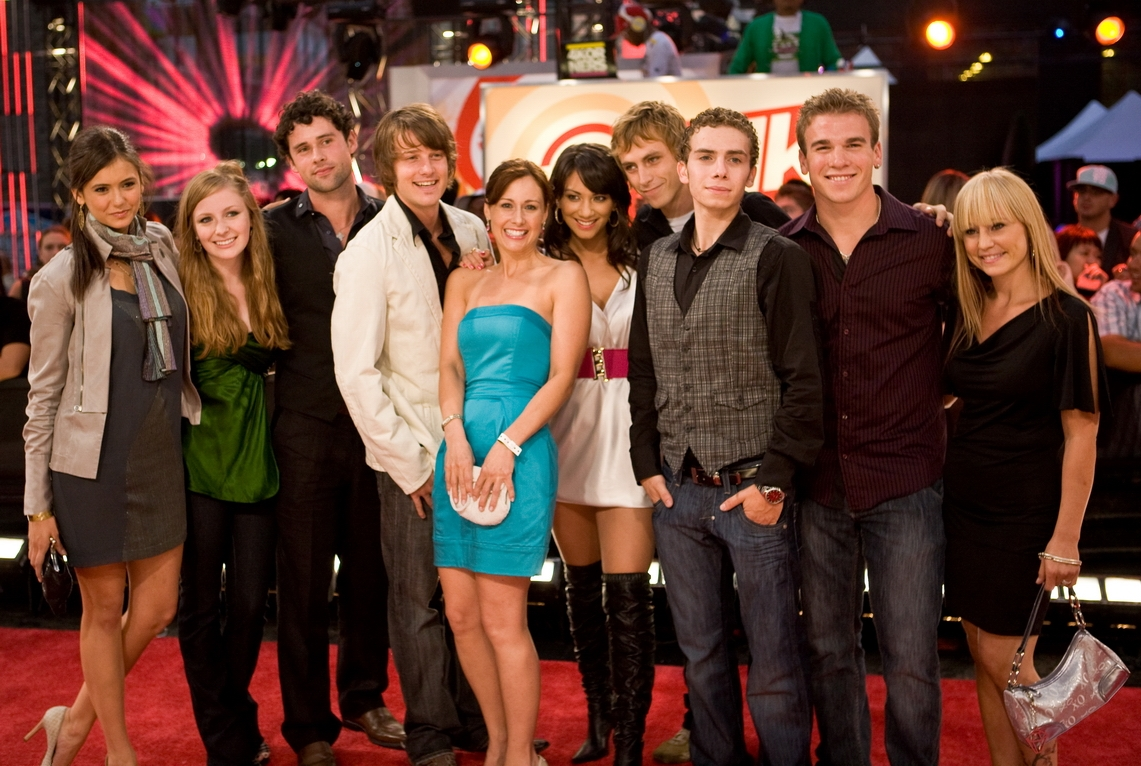
0bsazení osmé série seriálu na eTalk Fesitval Party na Mezinárodním filmovém festivalu v Torontu

Stefan Brogen si zahrál postavu učitele Archieho Simpsona. Dan Woods získal roli ředitele Pana Raditche. Pat Mastroianni si zahrál Joeyho Jeremiaha a Amanda Stepto roli Christine Nelson.
Ve druhé sérii se objevil muzikant Craig Manning jako nový student Jake Epstein. Stacey Farber získala roli Ellie Nash, Adamo Ruggiero získal roli Marca Del Rossi, kluka, který měl problém přijmout fakt, že je homosexuál. Melissa Di Marco získala roli učitelky Daphne Hatzilakos.
Ve třetí sérii získal roli Andrea Lewis jako Hazel Aden, Mike Lobel jako Jay Hogart, Deanna Casaluca jako Alex Nuñez, Ephraim Ellis jako Rick Murray a John Bregar jako Dylan Michalchuk
Ve páté sérii se objevil Jamie Johnston jak o Peter Stone, Shenae Grimes jako Darcy Edward, Dalmar Abuzeid jako Danny Van Zand, Jajube Mandiela jako Chantay Black.
Do šesté série byli obsazeni Nina Dobrev jako Mia Jones, Mazin Elsadig jako Damiam Hayes a Scott Paterson jako Johnny DiMarco. V šesté sérii byla poprvé zabita hlavní postava, a to když J.T. byl pobodán a zabit. V sedmé sérii se poprvé objevila Samantha Munro jako Anya MacPherson, Raymond Ablack jako Sav Bhandari, Natty Zavitz jako Bruce the Moose.
V osmé sérii získali role Judy Jiao jako Leia Chang, A. J. Saudin jako Connor Deslauries, Sam Earle jako KC Guthrie, Melinda Shankar jako Alli Bahndari, Jordan Hudyma jako Blue Chessex a Argiris Karras jako Riley Stavros. Aislinn Paul jako Clare Edwards byla povýšena na hlavní roli.
V deváté sérii se poprvé objevili Annie Clark jako Fiona Coyne, Landon Liboiron jako Declan Coyne, Jessica Tyler jako Jenna Middleton, Jahmil French jako Dave Turner, Shannon Kook-Chun jako Zane Park a Spencer Van Wyck jako Wesley Betenkamp.
V desáté sérii už nehrál ani jedna postava z předchozích sérií, kromě Brogrena, jehož postava byla povýšena na ředitele školy. Seriál se nyní soustředit na novou generaci studentů: Munro Chambers získal roli Eli Goldsworthy, Jordan Todosey roli Adama Torrese, Alicia Josipovic roli Biancy DeSousa, Luke Bilyk roli Drewa Torrese, Daniel Kelly roli Owena Milligana a Shanice Banton roli Marisol Lewis.
V jedenácté sérii přibyly nové postavy. Justin Kelly se objevil jako Jake Martin, Chloe Rose jako Katie Matlin, Cristine Prosperi jako Imogen Moreno, Lyle Lettau jako Tristan Milligan, Olivia Scriven jako Maya Matlin, Alex Steele jako Tori Santamaria, Ricardo Hoyos jako Zig Novak, Jacob Neayem jako Mo Mashkour.
Ve dvanácté sérii přibyly nové postavy. Sarah Fisher se objevila jako Becky Baker, Craig Arnold jako Luke Baker, Demetrius Joyette jako Mike Dallas, Dylan Everett jako Campbell Saunders
Ve třinácté sérii přibyla nová skupina studentů: Ana Golja jako Zoe Rivas, Andre Kim jako Winston Chu, Eric Osborne jako Miles Hollingsworth III., Sara Waisglass jako Frankie Hollingsworth, Nikki Gould jako Grace, Niamh Wilson jako Jack Jones, Richard Walters jako Tiny King, Spencer MacPherson jako Hunter Hollingsworth.
Do čtrnácté série získali hlavní role: Ehren Kassam jako Jonah Hakk, Amanda Arcuri jako Lola Pacini, Reiya Downs jako Shay Powers a Devyn Nekoda jako Arlene Takahashi.

### Vedlejší role
V seriálu si zahřáli například zpěvačka Alanis Morissette nebo Natasha Bedingfield. Billy Ray Cyrus si zahrál roli Duka, řidiče limuzíny. Po přesunu na stanici MuchMusic se objevilo více slavných celebrit: Keke Palmer, Ben Mulroney, Chaz Bono, Hedley a Fefe Dobson.

## Vysílání
Seriál dříve vysílala kanadská stanice CBC. V roce 2010 se přesunul na stanici MuchMusic a v roce 2013 se přesunula na MTV Kanada.
Ve Spojených státech vysílala seriál stanice TeenNick.
V Austrálii vysílala první tři série stanice ABC3, poté Nickelodeon a později MTV.

## Ocenění
| Rok  | Název                                             | Kategorie                                | Nominováni                                                        | Výsledek  |
| ---- | ------------------------------------------------- | ---------------------------------------- | ----------------------------------------------------------------- | --------- |
| 2002 | Directors Guild of Canada                         | Nejlepší TV seriál pro děti              |                                                                   | vítězství |
| 2002 | Directors Guild of Canada                         | Nejlepší střih TV seriálu pro děti       | Stephen Withrow za "Mother and Child Reunion"                     | nominace  |
| 2002 | Ingenuity Award                                   |                                          | Linda Schuyler                                                    | vítězství |
| 2003 | Awards of Excellence Gala                         | Všechno pohlaví - teen                   |                                                                   | vítězství |
| 2003 | Directors Guild of Canada                         | Nejlepší TV seriál pro děti              |                                                                   | vítězství |
| 2003 | Directors Guild of Canada                         | Nejlepší režie TV seriálu pro děti       | Bruce McDonald za "White Wedding"                                 | vítězství |
| 2003 | Directors Guild of Canada                         | Nejlepší produkční design v TV seriálu   | Stephen Withrow za "When Doves Cry"                               | vítězství |
| 2003 | Directors Guild of Canada                         | Nejlepší střih v TV seriálu              | Stephen Withrow za "When Doves Cry"                               | vítězství |
| 2003 | U. S. International Film and Video Festival Award | Nejlepší program pro děti                |                                                                   | vítězství |
| 2003 | The Hugo Awards                                   | Nejlepší program pro děti                |                                                                   | vítězství |
| 2004 | Canadian Screenwriting Award                      | Nejlepší scénář pro mládež               | Aaron Martin, James Hurst a Shelley Scarrow za "Pride"            | vítězství |
| 2004 | Directors Guild of Canada                         | Nejlepší TV seriál pro rodinu            |                                                                   | vítězství |
| 2004 | Directors Guild of Canada                         | Nejlepší produkční design v TV seriálu   | Stephen Stanley za "Holiday"                                      | nominace  |
| 2004 | GLAAD Media Award                                 | Nejlepší dramatický seriál               |                                                                   | nominace  |
| 2004 | SHINE Awards                                      | Nejlepší epizoda                         | "Shout"                                                           | nominace  |
| 2004 | SHINE Awards                                      | Nejlepší epizoda                         | "Pride"                                                           | vítězství |
| 2005 | Canadian Screenwriting Award                      | Nejlepší scénář pro mládež               | James Hurt a Miklos Perlus za "Mercy Street"                      | vítězství |
| 2005 | Canadian Screenwriting Award                      | Nejlepší scénář pro mládež               | Shelley Scarrow za "Secret (Part 1)                               | nominace  |
| 2005 | Shaw Rocket Prize                                 |                                          |                                                                   | vítězství |
| 2005 | Teen Choice Award                                 | Nejlepší letní seriál                    |                                                                   | vítězství |
| 2005 | TCA Award                                         | Nejlepší program pro děti                |                                                                   | vítězství |
| 2005 | Directors Guild of Canada                         | Nejlepší TV seriál pro rodinu            |                                                                   | vítězství |
| 2005 | Directors Guild of Canada                         | Nejlepší produkční design v TV seriálu   | Stephen Stanley za "Goin' Down the Road"                          | nominace  |
| 2006 | The EDGE Award                                    | Epizoda nebo speciál pro TV - dětská     | "Time Stands Still"                                               | vítězství |
| 2007 | Awards of Excellence Gala                         | Všechno pohlaví - teen                   |                                                                   | nominace  |
| 2007 | Teen Choice Award                                 | Nejlepší letní seriál                    |                                                                   | vítězství |
| 2007 | Directors Guild of Canada                         | Nejlepší TV seriál pro rodinu            |                                                                   | nominace  |
| 2007 | Directors Guild of Canada                         | Nejlepší produkční design v TV seriálu   | Stephen Stanley za "What it Feel Like to be a Ghost (Part 2)      | nominace  |
| 2008 | Directors Guild of Canada                         | Nejlepší TV seriál pro rodinu            |                                                                   | nominace  |
| 2008 | Directors Guild of Canada                         | Nejlepší zvuk v TV seriálu               | Danielle McBride, Dan Sexton, John Loranger za "Pass the Dutchie" | nominace  |
| 2008 | Teen Choice Award                                 | Nejlepší letní seriál                    |                                                                   | nominace  |
| 2008 | GLAAD Media Award                                 | Nejlepší dramatický seriál               |                                                                   | nominace  |
| 2010 | Peabody Award                                     |                                          | "My Body is a Cage"                                               | vítězství |
| 2011 | Creative Arts Emmy Award                          | Nejlepší program pro děti                | "My Body is a Cage, Part 2"                                       | nominace  |
|      | GLAAD Media Awards                                | Nejlepší dramatický seriál               |                                                                   | nominace  |
| 2012 | Creative Arts Emmy Award                          | Nejlepší program pro děti                | "Extraordinary Machine, Part 2"                                   | nominace  |
| 2012 | GLAAD Media Award                                 | Nejlepší dramatický seriál               |                                                                   | nominace  |
| 2013 | Canadian Screen Award                             | Nejlepší seriál pro děti a mládež        |                                                                   | vítězství |
| 2013 | Canadian Screen Award                             | Nejlepší dětské vystoupení v seriálu     | Charlotte Arnold                                                  | nominace  |
| 2013 | Canadian Screen Award                             | Nejlepší dětské vystoupení v seriálu     | Jahmil French                                                     | nominace  |
| 2013 | Canadian Screen Award                             | Nejlepší dětské vystoupení v seriálu     | Dylan Everett                                                     | nominace  |
| 2013 | Canadian Screen Award                             | Nejlepší dětské vystoupení v seriálu     | Aislinn Paul                                                      | nominace  |
| 2013 | Canadian Screen Award                             | Nejlepší režie seriálu pro děti a mládež | Phil Earnshaw za "Scream (Part 2)                                 | nominace  |
| 2013 | NAACP Image Awards                                | Nejlepší program pro děti                |                                                                   | nominace  |
| 2013 | PRISM Award                                       | Program pro mláděž                       |                                                                   | vítězství |
| 2013 | GLAAD Media Award                                 | Nejlepší dramatický seriál               |                                                                   | nominace  |